# Estill Springs
Estill Springs é uma cidade  localizada no estado norte-americano de Tennessee, no Condado de Franklin.

## Demografia
Segundo o censo norte-americano de 2000, a sua população era de 2152 habitantes.
Em 2006, foi estimada uma população de 2279, um aumento de 127 (5.9%).

## Geografia
De acordo com o United States Census Bureau tem uma área de
12,9 km², dos quais 12,2 km² cobertos por terra e 0,7 km² cobertos por água.

## Localidades na vizinhança
O diagrama seguinte representa as localidades num raio de 24 km ao redor de Estill Springs.